# لاري (مغن راب)
لاري (بالفرنسية لاغي أو Larry) هو مغنِّ راب فرنسي من أصل مغربي من ستراسبورغ. ولد في 10 أغسطس آب 1998 واسمه الأصلي عبد المالك يحياوي. وقّع عقداً مع شركة كولومبيا ريكوردز ومع سوني ميوزيك، كما يدير شركته الخاصة Gothvm Records 
اشتُهر عام 2019 بأغنية Woin woin بالمشاركة مع الرابر الفرنسي RK وأصدر ألبومه الأول Cité blanche عام 2020 حيث وصل إلى المرتبة السادسة في لائحة SNEP للألبومات الفرنسية.

## الألبومات
- 2020: Cité blanche